# 왕고 (당나라)
왕고(王郜, 9세기 ~ 900년대)는 중국 당나라 말기에 활약했던 군벌로, 895년 아버지 왕처존의 뒤를 이은 이후 900년 패망할 때까지 의무군(義武軍, 본부는 지금의 허베이성 바오딩시에 있었다) 번진(藩鎭)을 지배하였다.

## 생애

### 출신 배경 및 의무군 번진의 지배
왕고가 언제 태어났는지는 알려져 있지 않다. 그의 아버지 왕처존은 879년에 의무군 절도사에 임명되었고, 왕처존의 재임 중에 왕고는 절도부사(節度副使)가 되었다. 왕처존이 895년에 사망한 후, 장병들은 왕고를 유후(留後)로 추대하였다. 이에 당시 재임 중이었던 황제인 당 소종은 그를 유후에 임명하였고, 이어서 정식으로 절도사에 임명하였다.
897년 9월, 소종은 왕고에게 동중서문하평장사의 명예 재상 직함을 제수하였다.

### 패배와 도주
900년, 왕고의 동맹 세력인 하동(河東, 본부는 지금의 산시성 타이위안시에 있었다)절도사 이극용과 최대의 라이벌이었던 대군벌 선무군(宣武軍, 본부는 지금의 허난성 카이펑시에 있었다) 절도사 주전충은 그의 장군 장존경(張存敬)을 북쪽으로 파견하여 태항산맥 동쪽의 이극용의 동맹 세력들의 진압을 실시하게 하였다. 장존경은 먼저 성덕군(成德軍, 본부는 지금의 허베이성 스자좡시에 있었다) 왕용에게 투항을 강요한 후, 의무군 번진을 공격해 왔다.
왕고는 그의 숙부인 후원도지병마사(後院都知兵馬使) 왕처직을 파견하여 수만 명의 병력을 가지고 장존경에 맞서게 하였다. 왕처직은 선무군과 교전하기에 앞서 그들이 지치기를 기다렸다가 공격할 생각으로, 선무군의 전진을 방해하려고 하기 위해 목책을 만들 것을 주장하였다. 그러나 공목관(孔目官) 양문(梁汶)이 의무군은 수적으로 우세하다면서 즉각적인 정면 공격을 주장하였다. 이에 왕고는 왕처직에게 사하(沙河)에서 선무군을 요격하라는 명령을 내렸다. 그러나 장존경은 의무군을 쳐부수고 과반수 이상의 병사들을 죽였다. 패잔병들은 왕처직을 호위하여 의무군 번진의 수도인 정주(定州, 지금의 허베이성 바오딩시의 현급시 딩저우시)로 퇴각하였다.
숙부의 패배에 직면한 왕고는 그 해 음력 10월 30일에 하동 번진의 본거지인 진양(晉陽)으로 달아나 버렸다. (이후 장병들은 왕처직을 유후로 추대하였고, 그는 주전충에게 항복하는 데 동의함으로써 평화 협정을 받아낼 수 있었다.) 이극용은 그를 검교태위(檢校太尉)에 제수하였다. 왕고는 천복 연간(901년 ~ 904년) 초에 사망하였다.

## 참고 자료
- 《구당서》, 권182.
- 《신당서》, 권186.
- 《자치통감》, 권260・261・262.

| 전임 왕처존 | 의무군 절도사 896년 ~ 900년 | 후임 왕처직 |